# Grez-en-Bouère
Grez-en-Bouère é uma comuna francesa na região administrativa da Pays de la Loire, no departamento de Mayenne. Estende-se por uma área de 27,29 km². Em 2010 a comuna tinha 1 023 habitantes (densidade: 37,5 hab./km²).